# Нові Садковиці
Нові Садковиці (пол. Nowe Sadkowice) — село в Польщі, у гміні Садковиці Равського повіту Лодзинського воєводства.
Населення — 119 осіб (2011).
У 1975-1998 роках село належало до Скерневицького воєводства.

## Демографія
Демографічна структура станом на 31 березня 2011 року:
|          | Загалом | Допрацездатний вік | Працездатний вік | Постпрацездатний вік |
| -------- | ------- | ------------------ | ---------------- | -------------------- |
| Чоловіки | 64      | 16                 | 43               | 5                    |
| Жінки    | 55      | 15                 | 26               | 14                   |
| Разом    | 119     | 31                 | 69               | 19                   |